# Japan Open Tennis Championships
Japan Open Tennis Championships er en tennisturnering for mænd, som hvert år i oktober afvikles i Ariaka Coliseum i Tokyo, Japan som en del af ATP Tour i kategorien ATP Tour 500. Turneringen er siden 2023 blevet afviklet under navnet Kinoshita Group Japan Open Tennis Championships på grund af et sponsorat fra Kinoshita Group. I perioden 2010-22 havde Rakuten navnesponsoratet, og i den periode blev den spillet under navnet Rakuten Open Tennis Championships.
Turneringen er traditionelt blevet spillet indendørs, men fra 2010-udgaven blev er den blevet afviklet udendørs i Ariake Coliseum.
Turneringen blev afviklet for første gang i 1972, og fra 1973 til 1989 var den en del af grand prix-serien i tennis. I 1990 blev turneringen optaget på den nystiftede ATP Tour. I perioden fra 1979 til 2010 havde den endvidere deltagelse af kvinder, og kvinderækkerne var en del af WTA Tour til og med 2008, hvorefter den blev nedgraderet til ITF Women's Circuit.
Turneringen blev ikke afviklet i 2020 og 2021 på grund af COVID-19-pandemien.

## Vindere og finalister

### Herresingle
| År   | Vinder                                          | Finalist                                        | Finaleresultat                                  |
| ---- | ----------------------------------------------- | ----------------------------------------------- | ----------------------------------------------- |
| 1972 | Toshiro Sakai                                   | Jun Kuki                                        | 6–3, 6–3                                        |
| 1973 | Ken Rosewall                                    | John Newcombe                                   | 6–1, 6–4                                        |
| 1974 | John Newcombe                                   | Ken Rosewall                                    | 3–6, 6–2, 6–3                                   |
| 1975 | Raúl Ramírez                                    | Manuel Orantes                                  | 6–4, 7–5, 6–3                                   |
| 1976 | Roscoe Tanner                                   | Corrado Barazzutti                              | 6–3, 6–2                                        |
| 1977 | Manuel Orantes                                  | Kim Warwick                                     | 6–2, 6–1                                        |
| 1978 | Adriano Panatta                                 | Pat Du Pré                                      | 6–3, 6–3                                        |
| 1979 | Terry Moor                                      | Pat Du Pré                                      | 3–6, 7–6, 6–2                                   |
| 1980 | Ivan Lendl                                      | Eliot Teltscher                                 | 3–6, 6–4, 6–0                                   |
| 1981 | Balázs Taróczy                                  | Eliot Teltscher                                 | 6–3, 1–6, 7–6                                   |
| 1982 | Jimmy Arias                                     | Dominique Bedel                                 | 6–2, 2–6, 6–4                                   |
| 1983 | Eliot Teltscher                                 | Andrés Gómez                                    | 7–5, 3–6, 6–1                                   |
| 1984 | David Pate                                      | Terry Moor                                      | 6–3, 7–5                                        |
| 1985 | Scott Davis                                     | Jimmy Arias                                     | 6–1, 7–6                                        |
| 1986 | Ramesh Krishnan                                 | Johan Carlsson                                  | 6–3, 6–1                                        |
| 1987 | Stefan Edberg                                   | David Pate                                      | 7–6, 6–4                                        |
| 1988 | John McEnroe                                    | Stefan Edberg                                   | 6–2, 6–2                                        |
| 1989 | Stefan Edberg (2)                               | Ivan Lendl                                      | 6–3, 2–6, 6–4                                   |
| 1990 | Stefan Edberg (3)                               | Aaron Krickstein                                | 6–4, 7–5                                        |
| 1991 | Stefan Edberg (4)                               | Ivan Lendl                                      | 6–1, 7–5, 6–0                                   |
| 1992 | Jim Courier                                     | Richard Krajicek                                | 6–4, 6–4, 7–6                                   |
| 1993 | Pete Sampras                                    | Brad Gilbert                                    | 6–2, 6–2, 6–2                                   |
| 1994 | Pete Sampras (2)                                | Michael Chang                                   | 6–4, 6–2                                        |
| 1995 | Jim Courier (2)                                 | Andre Agassi                                    | 6–3, 6–4                                        |
| 1996 | Pete Sampras (3)                                | Richey Reneberg                                 | 6–4, 7–5                                        |
| 1997 | Richard Krajicek                                | Lionel Roux                                     | 6–2, 3–6, 6–1                                   |
| 1998 | Andrei Pavel                                    | Byron Black                                     | 6–3, 6–4                                        |
| 1999 | Nicolas Kiefer                                  | Wayne Ferreira                                  | 7–6(5), 7–5                                     |
| 2000 | Sjeng Schalken                                  | Nicolás Lapentti                                | 6–4, 3–6, 6–1                                   |
| 2001 | Lleyton Hewitt                                  | Michel Kratochvil                               | 6–4, 6–2                                        |
| 2002 | Kenneth Carlsen                                 | Magnus Norman                                   | 7–6(6), 6–3                                     |
| 2003 | Rainer Schüttler                                | Sébastien Grosjean                              | 7–6(5), 6–2                                     |
| 2004 | Jiří Novák                                      | Taylor Dent                                     | 5–7, 6–1, 6–3                                   |
| 2005 | Wesley Moodie                                   | Mario Ančić                                     | 1–6, 7–6(7), 6–4                                |
| 2006 | Roger Federer                                   | Tim Henman                                      | 6–3, 6–3                                        |
| 2007 | David Ferrer                                    | Richard Gasquet                                 | 6–1, 6–2                                        |
| 2008 | Tomáš Berdych                                   | Juan Martín del Potro                           | 6–1, 6–4                                        |
| 2009 | Jo-Wilfried Tsonga                              | Mikhail Juzjnyj                                 | 6–3, 6–3                                        |
| 2010 | Rafael Nadal                                    | Gaël Monfils                                    | 6–1, 7–5                                        |
| 2011 | Andy Murray                                     | Rafael Nadal                                    | 3–6, 6–2, 6–0                                   |
| 2012 | Kei Nishikori                                   | Milos Raonic                                    | 7–6(5), 3–6, 6–0                                |
| 2013 | Juan Martín del Potro                           | Milos Raonic                                    | 7–6(5), 7–5                                     |
| 2014 | Kei Nishikori (2)                               | Milos Raonic                                    | 7–6(5), 4–6, 6–4                                |
| 2015 | Stan Wawrinka                                   | Benoît Paire                                    | 6–2, 6–4                                        |
| 2016 | Nick Kyrgios                                    | David Goffin                                    | 4−6, 6−3, 7−5                                   |
| 2017 | David Goffin                                    | Adrian Mannarino                                | 6−3, 7−5                                        |
| 2018 | Daniil Medvedev                                 | Kei Nishikori                                   | 6–2, 6–4                                        |
| 2019 | Novak Djokovic                                  | John Millman                                    | 6–3, 6–2                                        |
| 2020 | Ingen turnering på grund af COVID-19-pandemien. | Ingen turnering på grund af COVID-19-pandemien. | Ingen turnering på grund af COVID-19-pandemien. |
| 2021 | Ingen turnering på grund af COVID-19-pandemien. | Ingen turnering på grund af COVID-19-pandemien. | Ingen turnering på grund af COVID-19-pandemien. |
| 2022 | Taylor Fritz                                    | Frances Tiafoe                                  | 7–6(3), 7–6(2)                                  |
| 2023 | Ben Shelton                                     | Aslan Karatsev                                  | 7–5, 6–1                                        |
| 2024 | Arthur Fils                                     | Ugo Humbert                                     | 5–7, 7–6(6), 6–3                                |

### Damesingle
| År   | Vinder               | Finalist               | Finaleresultat      |
| ---- | -------------------- | ---------------------- | ------------------- |
| 1979 | Betsy Nagelsen       | Naoko Sato             | 6–1, 3–6, 6–3       |
| 1980 | Mariana Simionescu   | Nerida Gregory         | 6–4, 6–4            |
| 1981 | Marie Pinterova      | Pam Casale             | 2–6, 6–4, 6–1       |
| 1982 | Laura Gildemeister   | Pilar Vásquez          | 3–6, 6–4, 6–0       |
| 1983 | Etsuko Inoue         | Shelley Solomon        | 6–2, 5–7, 6–1       |
| 1984 | Lilian Drescher      | Shawn Foltz            | 6–4, 6–2            |
| 1985 | Gabriela Sabatini    | Linda Gates            | 6–3, 6–4            |
| 1986 | Helen Kelesi         | Bettina Fulco-Villella | 6–2, 6–2            |
| 1987 | Katerina Maleeva     | Barbara Gerken         | 6–2, 6–3            |
| 1988 | Patty Fendick        | Stephanie Rehe         | 6–3, 7–5            |
| 1989 | Kumiko Okamoto       | Elizabeth Smylie       | 6–4, 6–2            |
| 1990 | Catarina Lindqvist   | Elizabeth Smylie       | 6–3, 6–2            |
| 1991 | Lori McNeil          | Sabine Appelmans       | 2–6, 6–2, 6–1       |
| 1992 | Kimiko Date          | Sabine Appelmans       | 7–5, 3–6, 6–3       |
| 1993 | Kimiko Date (2)      | Stephanie Rottier      | 6–1, 6–3            |
| 1994 | Kimiko Date (3)      | Amy Frazier            | 7–5, 6–0            |
| 1995 | Amy Frazier          | Kimiko Date            | 7–6, 7–5            |
| 1996 | Kimiko Date (4)      | Amy Frazier            | 7–5, 6–4            |
| 1997 | Ai Sugiyama          | Amy Frazier            | 4–6, 6–4, 6–4       |
| 1998 | Ai Sugiyama (2)      | Corina Morariu         | 6–3, 6–3            |
| 1999 | Amy Frazier (2)      | Ai Sugiyama            | 6–2, 6–2            |
| 2000 | Julie Halard-Decugis | Amy Frazier            | 5–7, 7–5, 6–4       |
| 2001 | Monica Seles         | Tamarine Tanasugarn    | 6–3, 6–2            |
| 2002 | Jill Craybas         | Silvija Talaja         | 2–6, 6–4, 6–4       |
| 2003 | Marija Sjarapova     | Anikó Kapros           | 2–6, 6–2, 7–6(5)    |
| 2004 | Marija Sjarapova (2) | Mashona Washington     | 6–0, 6–1            |
| 2005 | Nicole Vaidišová     | Tatiana Golovin        | 7–6(4), 3–2 opg.    |
| 2006 | Marion Bartoli       | Aiko Nakamura          | 2–6, 6–2, 6–2       |
| 2007 | Virginie Razzano     | Venus Williams         | 4–6, 7–6(7), 6–4    |
| 2008 | Caroline Wozniacki   | Kaia Kanepi            | 6–2, 3–6, 6–1       |
| 2009 | Julie Coin           | Olga Savtjuk           | 7–6(6), 4–6, 7–6(6) |
| 2010 | Ayumi Morita         | Jill Craybas           | 6–3, 7–5            |

### Herredouble
| År   | Vindere                                                  | Finalister                                               | Finaleresultat                                           |
| ---- | -------------------------------------------------------- | -------------------------------------------------------- | -------------------------------------------------------- |
| 1972 | Dick Dell Sherwood Stewart                               | Marcelo Lara Jeff Simpson                                | 7–5, 7–5                                                 |
| 1973 | Mal Anderson Ken Rosewall                                | Colin Dibley Allan Stone                                 | 7–5, 7–5                                                 |
| 1974 | Doubleturneringen blev ikke spillet færdig pga. regnvejr | Doubleturneringen blev ikke spillet færdig pga. regnvejr | Doubleturneringen blev ikke spillet færdig pga. regnvejr |
| 1975 | Brian Gottfried Raúl Ramírez                             | Juan Gisbert Manuel Orantes                              | 7–6, 6–4                                                 |
| 1976 | Bob Carmichael Ken Rosewall (2)                          | Ismail El Shafei Brian Fairlie                           | 6–4, 6–4                                                 |
| 1977 | Geoff Masters Kim Warwick                                | Colin Dibley Chris Kachel                                | 6–2, 7–6                                                 |
| 1978 | Ross Case Geoff Masters (2)                              | Željko Franulović Buster Mottram                         | 6–2, 4–6, 6–1                                            |
| 1979 | Colin Dibley Pat Du Pré                                  | Rod Frawley Francisco González                           | 3–6, 6–1, 6–1                                            |
| 1980 | Ross Case (2) Jaime Fillol                               | Terry Moor Eliot Teltscher                               | 6–3, 3–6, 6–4                                            |
| 1981 | Heinz Günthardt Balázs Taróczy                           | Larry Stefanki Robert Van't Hof                          | 3–6, 6–2, 6–1                                            |
| 1982 | Sherwood Stewart (2) Ferdi Taygan                        | Tim Gullikson Tom Gullikson                              | 6–1, 3–6, 7–6                                            |
| 1983 | Sammy Giammalva Steve Meister                            | Tim Gullikson Tom Gullikson                              | 6–4, 6–7, 7–6                                            |
| 1984 | David Dowlen Nduka Odizor                                | Mark Dickson Steve Meister                               | 6–7, 6–4, 6–3                                            |
| 1985 | Scott Davis David Pate                                   | Sammy Giammalva Greg Holmes                              | 7–6, 6–7, 6–3                                            |
| 1986 | Matt Anger Ken Flach                                     | Jimmy Arias Greg Holmes                                  | 6–2, 6–3                                                 |
| 1987 | Paul Annacone Kevin Curren                               | Andrés Gómez Anders Järryd                               | 6–4, 7–6                                                 |
| 1988 | John Fitzgerald Johan Kriek                              | Steve Denton David Pate                                  | 6–4, 6–7, 6–4                                            |
| 1989 | Ken Flach (2) Robert Seguso                              | Kevin Curren David Pate                                  | 7–6, 7–6                                                 |
| 1990 | Mark Kratzmann Wally Masur                               | Kent Kinnear Brad Pearce                                 | 3–6, 6–3, 6–4                                            |
| 1991 | Stefan Edberg Todd Woodbridge                            | John Fitzgerald Anders Järryd                            | 6–4, 5–7, 6–4                                            |
| 1992 | Kelly Jones Rick Leach                                   | John Fitzgerald Anders Järryd                            | 0–6, 7–5, 6–3                                            |
| 1993 | Ken Flach (3) Rick Leach (2)                             | Glenn Michibata David Pate                               | 2–6, 6–3, 6–4                                            |
| 1994 | Henrik Holm Anders Järryd                                | Sébastien Lareau Patrick McEnroe                         | 7–5, 6–1                                                 |
| 1995 | Mark Knowles Jonathan Stark                              | John Fitzgerald Anders Järryd                            | 6–3, 3–6, 7–6                                            |
| 1996 | Todd Woodbridge (2) Mark Woodforde                       | Mark Knowles Rick Leach                                  | 6–2, 6–3                                                 |
| 1997 | Martin Damm Daniel Vacek                                 | Justin Gimelstob Patrick Rafter                          | 2–6, 6–2, 7–6                                            |
| 1998 | Sébastien Lareau Daniel Nestor                           | Olivier Delaître Stefano Pescosolido                     | 6–3, 6–4                                                 |
| 1999 | Jeff Tarango Daniel Vacek (2)                            | Wayne Black Brian MacPhie                                | 4–3 opg.                                                 |
| 2000 | Mahesh Bhupathi Leander Paes                             | Michael Hill Jeff Tarango                                | 6–4, 6–7, 6–3                                            |
| 2001 | Rick Leach (3) David Macpherson                          | Paul Hanley Nathan Healey                                | 1–6, 7–6, 7–6                                            |
| 2002 | Jeff Coetzee Chris Haggard                               | Jan-Michael Gambill Graydon Oliver                       | 7–6, 6–4                                                 |
| 2003 | Justin Gimelstob Nicolas Kiefer                          | Scott Humphries Mark Merklein                            | 6–7, 6–3, 7–6                                            |
| 2004 | Jared Palmer Pavel Vízner                                | Jiří Novák Petr Pála                                     | 5–1 opg.                                                 |
| 2005 | Satoshi Iwabuchi Takao Suzuki                            | Simon Aspelin Todd Perry                                 | 5–4, 5–4                                                 |
| 2006 | Ashley Fisher Tripp Phillips                             | Paul Goldstein Jim Thomas                                | 6–2, 7–5                                                 |
| 2007 | Jordan Kerr Robert Lindstedt                             | Frank Dancevic Stephen Huss                              | 6–4, 6–4                                                 |
| 2008 | Mikhail Juzjnyj Mischa Zverev                            | Lukáš Dlouhý Leander Paes                                | 6–3, 6–4                                                 |
| 2009 | Julian Knowle Jürgen Melzer                              | Ross Hutchins Jordan Kerr                                | 6–2, 5–7, [10–8]                                         |
| 2010 | Eric Butorac Jean-Julien Rojer                           | Andreas Seppi Dmitry Tursunov                            | 6–3, 6–2                                                 |
| 2011 | Andy Murray Jamie Murray                                 | František Čermák Filip Polášek                           | 6–1, 6–4                                                 |
| 2012 | Alexander Peya Bruno Soares                              | Leander Paes Radek Štěpánek                              | 6–3, 7–6(5)                                              |
| 2013 | Rohan Bopanna Édouard Roger-Vasselin                     | Jamie Murray John Peers                                  | 7–6(5), 6–4                                              |
| 2014 | Pierre-Hugues Herbert Michał Przysiężny                  | Ivan Dodig Marcelo Melo                                  | 6–3, 6–7(3), [10–5]                                      |
| 2015 | Raven Klaasen Marcelo Melo                               | Juan Sebastián Cabal Robert Farah                        | 7–6(5), 3–6, [10–7]                                      |
| 2016 | Marcel Granollers Marcin Matkowski                       | Raven Klaasen Rajeev Ram                                 | 6–2, 7–6(4)                                              |
| 2017 | Ben McLachlan Yasutaka Uchiyama                          | Jamie Murray Bruno Soares                                | 6–4, 7–6(1)                                              |
| 2018 | Ben McLachlan (2) Jan-Lennard Struff                     | Raven Klaasen Michael Venus                              | 6–4, 7–5                                                 |
| 2019 | Nicolas Mahut Édouard Roger-Vasselin (2)                 | Nikola Mektić Franko Škugor                              | 7–6(7), 6–4                                              |
| 2020 | Ingen turnering på grund af COVID-19-pandemien.          | Ingen turnering på grund af COVID-19-pandemien.          | Ingen turnering på grund af COVID-19-pandemien.          |
| 2021 | Ingen turnering på grund af COVID-19-pandemien.          | Ingen turnering på grund af COVID-19-pandemien.          | Ingen turnering på grund af COVID-19-pandemien.          |
| 2022 | Mackenzie McDonald Marcelo Melo (2)                      | Rafael Matos David Vega Hernández                        | 6–4, 3–6, [10–4]                                         |
| 2023 | Rinky Hijikata Max Purcell                               | Jamie Murray Michael Venus                               | 6–4, 6–1                                                 |
| 2024 | Julian Cash Lloyd Glasspool                              | Ariel Behar Robert Galloway                              | 6–4, 4–6, [12–10]                                        |

### Damedouble
| År      | Vindere                                  | Finalister                                  | Finaleresultat   |
| ------- | ---------------------------------------- | ------------------------------------------- | ---------------- |
| 1979-83 | ?                                        | ?                                           | ?                |
| 1984    | Betsy Nagelsen Candy Reynolds            | Emilse Longo Adriana Villagran              | 6–3, 6–2         |
| 1985    | Belinda Cordwell Julie Richardson        | Laura Arraya Beth Herr                      | 6–4, 6–4         |
| 1986    | Sandy Collins Sharon Walsh-Pete          | Susan Mascarin Betsy Nagelsen               | 6–1, 6–2         |
| 1987    | Kathy Jordan Betsy Nagelsen (2)          | Sandy Collins Sharon Walsh-Pete             | 6–3, 7–5         |
| 1988    | Gigi Fernandez Robin White               | Lea Antonoplis Barbara Gerken               | 6–1, 6–4         |
| 1989    | Jill Hetherington Elizabeth Smylie       | Ann Henricksson Beth Herr                   | 6–1, 6–3         |
| 1990    | Kathy Jordan (2) Elizabeth Smylie (2)    | Hu Na Michelle Jaggard                      | 6–0, 3–6, 6–1    |
| 1991    | Amy Frazier Maya Kidowaki                | Yone Kamio Akiko Kijimuta                   | 6–2, 6–4         |
| 1992    | Rika Hiraki Amy Frazier (2)              | Kimiko Date Stephanie Rehe                  | 7–5, 6–7, 6–0    |
| 1993    | Ei Iida Maya Kidowaki (2)                | Li Fang Kyoko Nagatsuka                     | 6–2, 4–6, 6–4    |
| 1994    | Mami Donoshiro Ai Sugiyama               | Yayuk Basuki Nana Miyagi                    | 6–4, 6–1         |
| 1995    | Miho Saeki Yuka Yoshida                  | Kyoko Nagatsuka Ai Sugiyama                 | 6–7, 6–4, 7–6    |
| 1996    | Kimiko Date Ai Sugiyama (2)              | Amy Frazier Kimberly Po                     | 7–6, 6–7, 6–3    |
| 1997    | Alexia Dechaume-Balleret Rika Hiraki (2) | Kerry-Anne Guse Corina Morariu              | 6–4, 6–2         |
| 1998    | Naoko Kijimuta Nana Miyagi               | Amy Frazier Rika Hiraki                     | 6–3, 4–6, 6–4    |
| 1999    | Corina Morariu Kimberly Po               | Catherine Barclay Kerry-Anne Guse           | 6–3, 6–2         |
| 2000    | Julie Halard-Decugis Corina Morariu (2)  | Tina Križan Katarina Srebotnik              | 6–1, 6–2         |
| 2001    | Liezel Huber Rachel McQuillan            | Janet Lee Wynne Prakusya                    | 6–2, 6–0         |
| 2002    | Shinobu Asagoe Nana Miyagi (2)           | Svetlana Kuznetsova Arantxa Sánchez Vicario | 6–4, 4–6, 6–4    |
| 2003    | Marija Sjarapova Tamarine Tanasugarn     | Ansley Cargill Ashley Harkleroad            | 7–6(1), 6–0      |
| 2004    | Shinobu Asagoe (2) Katarina Srebotnik    | Jennifer Hopkins Mashona Washington         | 6–1, 6–4         |
| 2005    | Gisela Dulko Marija Kirilenko            | Shinobu Asagoe María Vento-Kabchi           | 7–5, 4–6, 6–3    |
| 2006    | Vania King Jelena Kostanić               | Chan Yung-jan Chuang Chia-jung              | 7–6(2), 5–7, 6–2 |
| 2007    | Sun Tiantian Yan Zi                      | Chuang Chia-jung Vania King                 | 1–6, 6–2, [10–6] |
| 2008    | Jill Craybas Marina Erakovic             | Ayumi Morita Aiko Nakamura                  | 4–6, 7–5, [10–6] |
| 2009    | Chan Yung-jan Ayumi Morita               | Kimiko Date-Krumm Rika Fujiwara             | 6–2, 6–4         |
| 2010    | Jill Craybas Tamarine Tanasugarn         | Urszula Radwańska Olga Savtjuk              | 6–3, 6–1         |